# Théophano Anastaso
 (septembre 2011).
Si vous disposez d'ouvrages ou d'articles de référence ou si vous connaissez des sites web de qualité traitant du thème abordé ici, merci de compléter l'article en donnant les références utiles à sa vérifiabilité et en les liant à la section « Notes et références ».
Pour les articles homonymes, voir Theophano.
Théophano Anastaso ou Theophanon (en grec Θεοφανώ) est une impératrice byzantine. Sa beauté, ses mœurs et comportements scandaleux ainsi que son utilisation des poisons sont restés célèbres.

## La mue en impératrice d'Orient

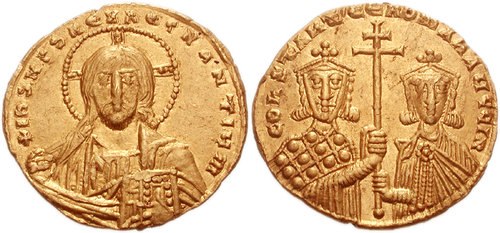
Solidus représentant Constantin VII et Romain II (sur la seconde face ; la première face représente le Christ).

De son vrai nom, Anastaso, elle était en fait la fille d'un tavernier. Née en 941, elle se livra dès sa prime jeunesse à de honteux désordres, mais sa beauté aveugla le jeune Romain II sur son immoralité. Il tomba donc amoureux d'elle, l'épousa en 959 et lui fit changer de nom.
L'histoire de la naissance obscure de Théophano est en tout cas la version donnée plus d'un siècle après les faits par le chroniqueur Jean Skylitzès. En réalité, portant le patronyme Kratêros, elle était plus probablement membre de cette grande famille connue dans la documentation depuis le début du IXe siècle : au moins deux personnages nommés Léon Kratêros furent stratèges des Anatoliques au IXe siècle (le premier signalé en 819), et la famille était encore connue au XIIIe siècle.
Le couple impérial formé par Théophano et Romain II eut trois enfants :
- Basile II (né vers 958, mort en 1025), qui sera empereur byzantin de 960 à 1025 ;
- Constantin VIII (né en 960, mort en 1028), qui sera coempereur byzantin de 962 à 1025 et seul empereur de 1025 à 1028 ;
- Anna (née en 963, morte en 1011) (Anna Porphyrogénète), qui sera mariée à Vladimir Ier, grand-prince de Kiev, sans postérité.

## La mort de Romain

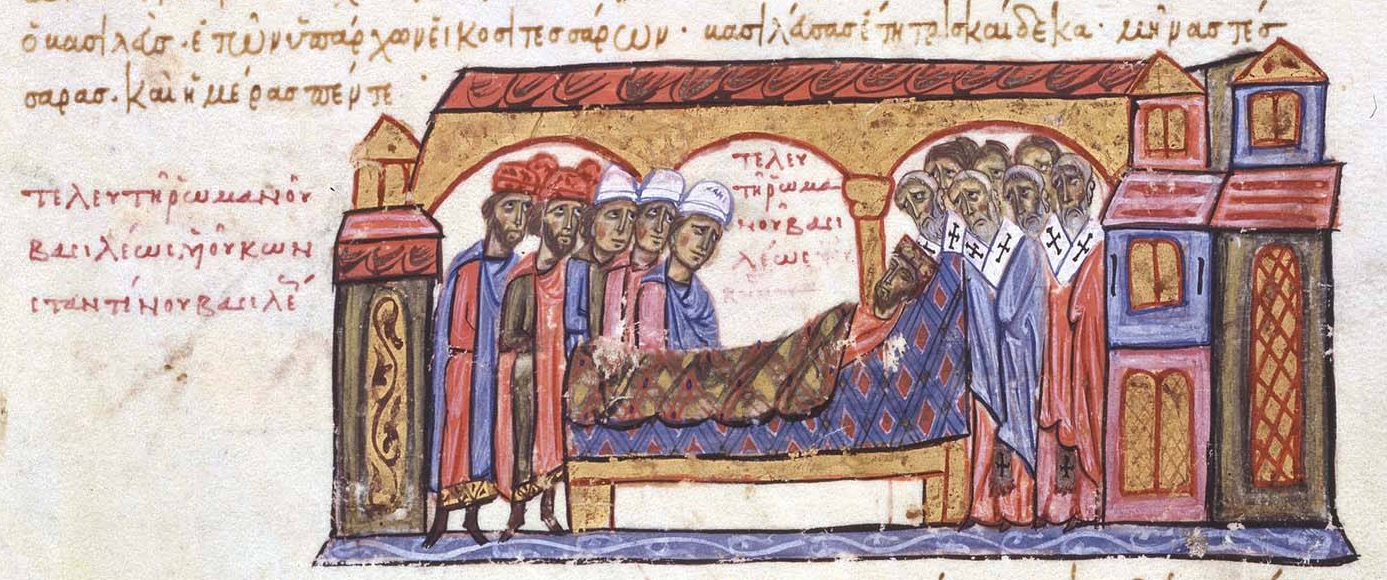
Mort de Romain II, manuscrit Skylitzès.

Après quatre ans de règne avec Romain II, ce dernier mourut subitement le 15 mars 963 à l'âge de 24 ans. Elle devint donc la régente de ses fils Basile et Constantin VIII avec le soutien de l'eunuque Joseph Bringas.
Nombreux sont les historiens qui n'ont pas hésité à l'accuser d'avoir empoisonné son mari, ils ont vu la vérité dans les rumeurs qui ont suivi la mort de l'empereur et qui donnaient Théophano pour la meurtrière. Toutefois, selon John Julius Norwich, il est peu concevable que Théophano assassine son mari - qu'elle aimait - deux jours après avoir accouché de leur quatrième enfant, sa mort la mettant de fait dans une position difficile et peu sûre.

## L'alliance avec Nicéphore Phocas

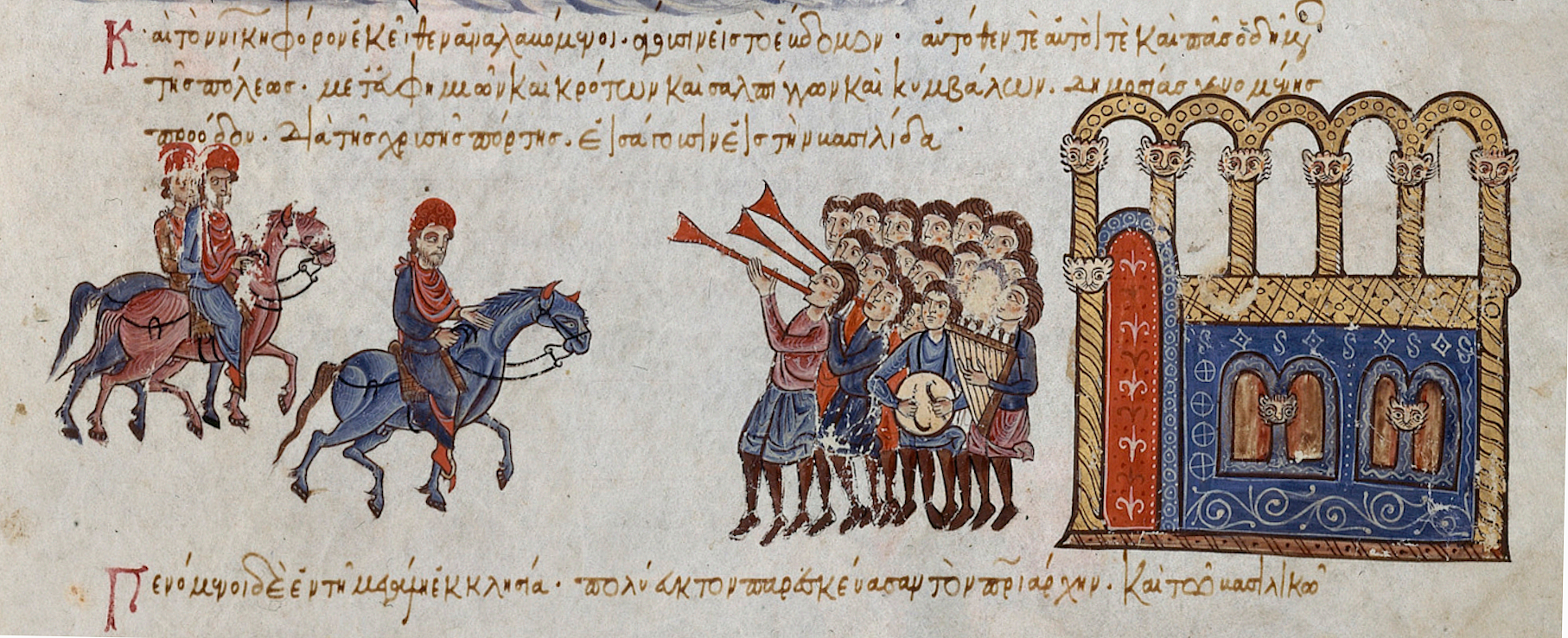
Entrée de Nicéphore Phocas à Constantinople (manuscrit Skylitzès).

Afin de stabiliser le trône, elle s'allia à Nicéphore II Phocas, général respecté dont le prestige, le soutien de l'armée et un coup de force dans les rues de Constantinople suffirent à lui faire accéder au pouvoir impérial. Il écarta Théophano un temps et l'envoya à la forteresse de Pétrion sur les hauteurs de la Corne d'Or. Théophano l'épousa peu après son accession au trône, le 20 septembre 963 dans l'église palatine de la Néa et il y gagna la légitimité de la lignée macédonienne.

## Une nouvelle trahison
Peu après, lassée du vieux guerrier ascète et religieux, elle devint la maîtresse d'un jeune et brillant général, Jean Tzimiskès qu'elle fit revenir à Constantinople. Ils complotèrent tous deux contre Nicéphore II, qui est assassiné dans la nuit du 10 au 11 décembre 969.

## Chute et exil

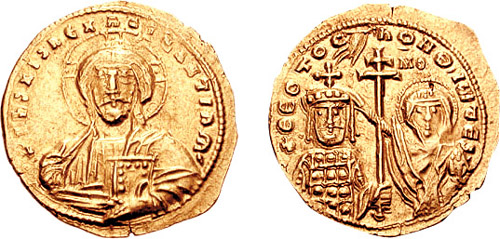
Jean Ier Histamenon ; première face : le Christ, deuxième face : Jean Ier couronné et portant la crosse patriarcale, et la Vierge Marie.

Dans ses calculs, Théophano devait épouser Jean Tzimiskès, mais ce dernier, n'éprouvant que mépris pour elle, obéit au patriarche Polyeucte de Constantinople qui lui intima de se repentir, de punir les meurtriers de Nicéphore II (ses subordonnés et ses amis) et de soustraire Théophano de la cour ; Polyeucte invoqua pour raison officielle que Théophano avait déjà été mariée deux fois. Elle fut donc exilée sur l'île de Proti dans la mer de Marmara. Polyeucte mourut deux mois plus tard, mais Jean Ier Tzimiskès ne la rappela jamais d'exil. 
Selon Jean Skylitzès : « Plus tard elle s'échappe secrètement et se réfugie à la Grande Église. Le parakimomène Basile l'en expulse  et la relègue dans le thème des Arméniaques au monastère de Damideia que l'empereur venait de fonder non sans qu'elle eût auparavant couvert d'injures l'empereur et Basile qu'elle traita de Scythe et de barbare et dont elle martela les joues de ses poings. En même temps qu'elle on bannit sa mère Marie à Mantinée (monastère situé dans le thème des Bucellaires) ». 
On sait que le 9 décembre 971, elle réagit depuis son exil au futur mariage d'Otton II du Saint-Empire et de Théophano Skleraina.

## Retour en grâce
Après la mort de Tzimiskès en 976, ses fils reprirent le pouvoir et l'autorisèrent à revenir d'exil. Elle vécut ainsi encore plusieurs années, rétablie dans les fastes de la cour impériale.
La date de sa mort est inconnue.

## Littérature
L'écrivain anglais Frederic Harrison est l'auteur d'un roman historique : Théophano : la croisade du Xe siècle  (Theophano : The Crusade of the Tenth Century) (1904), qui dépeint Theophano comme la grande comploteuse de Constantinople qui a manipulé la Cour pour assurer sa position face à un pouvoir impérial incontrôlable (Constantin VII est vaniteux et distrait, Romain II est un ivrogne, Nicéphore Phocas est excessivement dévot) et aurait donc ainsi largement contribué au bien de l'État.
L'écrivain de fiction historique grec Kostas Kyriazis (vers 1920) a écrit une biographie intitulée « Theophano » (1963), suivie en 1964 de celle de son fils « Basile Bulgaroktonus ». Theophano y est décrite comme effectivement coupable de tous les meurtres dont on l'a soupçonnée. L'héritage d'une mère ayant assassiné à la fois son père et son beau-père aurait été un tel fardeau pour son fils Basile qu'il l'aurait conduit à se méfier des femmes et à éviter de se marier.